# Paul Amman
Paul Ammann (31. srpna 1634 Vratislav – 4. února 1691 Lipsko) byl německý lékař a botanik.

## Živo a kariéra
Ammann nejprve studoval medicínu na univerzitě v Lipsku, poté podnikl cesty do Nizozemska a Anglie. Po návratu roku 1672 promoval na doktora. Roku 1674 se stal profesorem botaniky a roku 1682 fyziologie.
Ammann byl ředitelem lipské univerzitní botanické zahrady, která byla tehdy považována za nejkrásnější botanickou zahradu v Německu.
William Houstoun po něm pojmenoval rostlinný druh Ammannia z čeledi Lythraceae. Carl von Linné později toto jméno převzal.

## Dílo
- Medicina Critica (1670)
- Paraenesis ad Docentes occupata circa Institutionum Medicarum Emendationem (1673)
- Supellex Botanica, hoc est: Enumeratio Plantarum, Quae non solum in Horto Medico Academiae Lipsiensis, sedetiam in aliis circa Urbem Viridariis, Pratis ac Sylvis &c. progerminare solent: cui Brevis accessit ad Materiam Medicam in usum Philiatrorum Manuductio (1675)
- Character Naturalis Plantarum (1676)
- Irenicum Numae Pompilii cum Hippocrate (1689)